# Wenezuela na Igrzyskach Panamerykańskich 2019
Wenezuela na Igrzyskach Panamerykańskich 2019 – reprezentacja Wenezueli na igrzyskach panamerykańskich rozegranych w Limie. Skład zespołu liczył 287 zawodników, którzy wystąpili w 41 dyscyplinach.
Chorążym podczas ceremonii otwarcia igrzysk została judoczka Elvismar Rodríguez.
Reprezentacja Peru zdobyła łącznie 43 medale, z czego 9 stanowiło złotych, 15 – srebrnych, zaś 19 – brązowych. Był to najgorszy, pod względem klasyfikacji medalowej, występ reprezentacji od Igrzysk Panamerykańskich 1975 w Meksyku.

## Uczestnicy
| Dyscyplina               | Kobiety | Mężczyźni | Razem |
| ------------------------ | ------- | --------- | ----- |
| Badminton                | 1       | 1         | 2     |
| Boks                     | 2       | 4         | 6     |
| Bowling                  | 2       | 2         | 4     |
| Gimnastyka artystyczna   | 6       | 0         | 6     |
| Gimnastyka sportowa      | 1       | 5         | 6     |
| Golf                     | 2       | 2         | 4     |
| Jeździectwo              | 1       | 4         | 5     |
| Judo                     | 3       | 5         | 8     |
| Kajakarstwo górskie      | 2       | 2         | 4     |
| Kajakarstwo klasyczne    | 4       | 2         | 6     |
| Karate                   | 5       | 5         | 10    |
| Kolarstwo BMX            | 2       | 3         | 5     |
| Kolarstwo górskie        | 0       | 1         | 1     |
| Kolarstwo szosowe        | 3       | 5         | 8     |
| Kolarstwo torowe         | 2       | 5         | 7     |
| Koszykówka               | 0       | 12        | 12    |
| Koszykówka 3×3           | 4       | 4         | 8     |
| Kulturystyka             | 1       | 1         | 2     |
| Lekkoatletyka            | 12      | 15        | 27    |
| Łucznictwo               | 2       | 1         | 3     |
| Pelota                   | 2       | 1         | 3     |
| Pięciobój nowoczesny     | 0       | 2         | 2     |
| Piłka wodna              | 11      | 0         | 11    |
| Pływanie                 | 10      | 10        | 20    |
| Pływanie długodystansowe | 1       | 1         | 2     |
| Podnoszenie ciężarów     | 4       | 6         | 10    |
| Racquetball              | 2       | 0         | 2     |
| Siatkówka plażowa        | 0       | 2         | 2     |
| Skoki do wody            | 3       | 2         | 5     |
| Skoki na trampolinie     | 1       | 0         | 1     |
| Softball                 | 15      | 15        | 30    |
| Strzelectwo              | 0       | 5         | 5     |
| Surfing                  | 3       | 3         | 6     |
| Szermierka               | 8       | 7         | 15    |
| Taekwondo                | 4       | 3         | 7     |
| Tenis stołowy            | 1       | 2         | 3     |
| Triathlon                | 1       | 0         | 1     |
| Wioślarstwo              | 0       | 3         | 3     |
| Wrotkarstwo szybkie      | 2       | 2         | 4     |
| Zapasy                   | 4       | 11        | 15    |
| Żeglarstwo               | 3       | 3         | 6     |
| Razem                    | 130     | 157       | 287   |

## Medale
| Medal  | Zawodnik                                                                            | Dyscyplina           | Konkurencja                     | Data        |
| ------ | ----------------------------------------------------------------------------------- | -------------------- | ------------------------------- | ----------- |
| złoto  | Julio Mayora                                                                        | Podnoszenie ciężarów | 73 kg (M)                       | 28 lipca    |
| złoto  | Génesis Rodríguez                                                                   | Podnoszenie ciężarów | 55 kg (K)                       | 28 lipca    |
| złoto  | Rubén Dario Limardo Gascón                                                          | Szermierka           | Szpada indywidualna (M)         | 5 sierpnia  |
| złoto  | Luis Avendaño                                                                       | Zapasy               | 87 kg w stylu klasycznym (M)    | 7 sierpnia  |
| złoto  | Yulimar Del Val Rojas Rodríguez                                                     | Lekkoatletyka        | Trójskok (K)                    | 9 sierpnia  |
| złoto  | Antonio Díaz                                                                        | Karate               | Kata indywidualne (M)           | 9 sierpnia  |
| złoto  | Elvismar Rodríguez                                                                  | Judo                 | –70 kg (K)                      | 10 sierpnia |
| złoto  | Daniel Dhers                                                                        | Kolarstwo BMX        | Freestyle (M)                   | 11 sierpnia |
| złoto  | Andrés Madera Delgado                                                               | Karate               | –67 kg (M)                      | 11 sierpnia |
| srebro | Jesús González                                                                      | Podnoszenie ciężarów | 109 kg (M)                      | 29 lipca    |
| srebro | Hersony Gadiel Canelón Vera                                                         | Kolarstwo torowe     | Keirin (M)                      | 4 sierpnia  |
| srebro | Jesús Limardo Gascón                                                                | Szermierka           | Szpada indywidualna (M)         | 5 sierpnia  |
| srebro | Patrizia Piovesan Silva                                                             | Szermierka           | Szpada indywidualna (K)         | 7 sierpnia  |
| srebro | Shalom Villegas                                                                     | Zapasy               | 67 kg w stylu klasycznym (M)    | 7 sierpnia  |
| srebro | Wuileixis Rivas                                                                     | Zapasy               | 77 kg w stylu klasycznym (M)    | 7 sierpnia  |
| srebro | Moisés Pérez                                                                        | Zapasy               | 130 kg w stylu klasycznym (M)   | 8 sierpnia  |
| srebro | Betzabeth Arguello                                                                  | Zapasy               | 53 kg w stylu wolnym (K)        | 8 sierpnia  |
| srebro | Jhoan Guzmán Bitar                                                                  | Wrotkarstwo szybkie  | Jazda na czas na 300 metrów (M) | 9 sierpnia  |
| srebro | Anriquelis Barrios                                                                  | Judo                 | –63 kg (K)                      | 10 sierpnia |
| srebro | Claudymar Garcés Sequera                                                            | Karate               | –61 kg (K)                      | 10 sierpnia |
| srebro | Pedro Ceballos                                                                      | Zapasy               | 86 kg w stylu wolnym (M)        | 10 sierpnia |
| srebro | José Díaz                                                                           | Zapasy               | 97 kg w stylu wolnym (M)        | 10 sierpnia |
| srebro | Pedro Pineda                                                                        | Judo                 | +100 kg (M)                     | 11 sierpnia |
| srebro | Omaira Molina                                                                       | Karate               | +68 kg (K)                      | 11 sierpnia |
| brąz   | Yusleidy Mariana Figueroa                                                           | Podnoszenie ciężarów | 59 kg (K)                       | 28 lipca    |
| brąz   | Keydomar Vallenilla                                                                 | Podnoszenie ciężarów | 96 kg (M)                       | 29 lipca    |
| brąz   | Luis Ángel Cabrera Machado                                                          | Boks                 | Waga lekka –60 kg (M)           | 30 lipca    |
| brąz   | Gabriel Jose Maestre Pérez                                                          | Boks                 | Waga półśrednia –69 kg (M)      | 30 lipca    |
| brąz   | Nalek Rachid Korbaj Barrera                                                         | Boks                 | Waga półciężka –81 kg (M)       | 30 lipca    |
| brąz   | Irismar Del Var Cardozo Rojas                                                       | Boks                 | –51 kg (K)                      | 30 lipca    |
| brąz   | Alejandra Jhona Benítez Romero                                                      | Szermierka           | Szabla indywidualna (K)         | 6 sierpnia  |
| brąz   | Luillys Pérez                                                                       | Zapasy               | 97 kg w stylu klasycznym (M)    | 7 sierpnia  |
| brąz   | Francisco Limardo Gascón Jesús Limardo Gascón Rubén Limardo Gascón                  | Szermierka           | Szpada drużynowa (M)            | 8 sierpnia  |
| brąz   | Stefany Hernández                                                                   | Kolarstwo BMX        | Wyścig (K)                      | 9 sierpnia  |
| brąz   | Ricardo Valderrama                                                                  | Judo                 | –66 kg (M)                      | 9 sierpnia  |
| brąz   | Andrea Armada Ruiz                                                                  | Karate               | Kata indywidualne (K)           | 9 sierpnia  |
| brąz   | Rosa Andreina Rodríguez Pargas                                                      | Lekkoatletyka        | Rzut młotem (K)                 | 10 sierpnia |
| brąz   | Lizze Carolina Asis Escalona Maria Gabriela Martínez Gascón Patrizia Piovesas Silva | Szermierka           | Szpada drużynowa (K)            | 10 sierpnia |
| brąz   | Freddy Valera                                                                       | Karate               | –84 kg (M)                      | 10 sierpnia |
| brąz   | Jhoan Guzmán Bitar                                                                  | Wrotkarstwo szybkie  | Wyścig na 500 metrów (M)        | 10 sierpnia |
| brąz   | Luis Vívenes                                                                        | Zapasy               | 125 kg w stylu wolnym (M)       | 10 sierpnia |
| brąz   | Jovanni Martínez                                                                    | Karate               | –60 kg (M)                      | 11 sierpnia |
| brąz   | Marianth Cuervo Baute                                                               | Karate               | –68 kg (K)                      | 11 sierpnia |

| Medale według dni | Medale według dni | Medale według dni | Medale według dni | Medale według dni | Medale według dni |
| Dzień             | Data              | złoto             | srebro            | brąz              | Razem             |
| ----------------- | ----------------- | ----------------- | ----------------- | ----------------- | ----------------- |
| 1                 | 27 lipca          | 0                 | 0                 | 0                 | 0                 |
| 2                 | 28 lipca          | 2                 | 0                 | 1                 | 3                 |
| 3                 | 29 lipca          | 0                 | 1                 | 1                 | 2                 |
| 4                 | 30 lipca          | 0                 | 0                 | 4                 | 4                 |
| 5                 | 31 lipca          | 0                 | 0                 | 0                 | 0                 |
| 6                 | 1 sierpnia        | 0                 | 0                 | 0                 | 0                 |
| 7                 | 2 sierpnia        | 0                 | 0                 | 0                 | 0                 |
| 8                 | 3 sierpnia        | 0                 | 0                 | 0                 | 0                 |
| 9                 | 4 sierpnia        | 0                 | 1                 | 0                 | 1                 |
| 10                | 5 sierpnia        | 1                 | 1                 | 0                 | 2                 |
| 11                | 6 sierpnia        | 0                 | 0                 | 1                 | 1                 |
| 12                | 7 sierpnia        | 1                 | 3                 | 1                 | 5                 |
| 13                | 8 sierpnia        | 0                 | 2                 | 1                 | 3                 |
| 14                | 9 sierpnia        | 2                 | 1                 | 3                 | 6                 |
| 15                | 10 sierpnia       | 1                 | 4                 | 5                 | 10                |
| 16                | 11 sierpnia       | 2                 | 2                 | 2                 | 6                 |
| Razem             | Razem             | 9                 | 15                | 19                | 43                |

| Medale według dyscyplin | Medale według dyscyplin | Medale według dyscyplin | Medale według dyscyplin | Medale według dyscyplin | Medale według dyscyplin |
| Dyscyplina              | złoto                   | srebro                  | brąz                    | Razem                   |                         |
| ----------------------- | ----------------------- | ----------------------- | ----------------------- | ----------------------- | ----------------------- |
| Boks                    | 0                       | 0                       | 4                       | 4                       |                         |
| Judo                    | 1                       | 2                       | 1                       | 4                       |                         |
| Karate                  | 2                       | 2                       | 4                       | 8                       |                         |
| Kolarstwo BMX           | 1                       | 0                       | 1                       | 2                       |                         |
| Kolarstwo torowe        | 0                       | 1                       | 0                       | 1                       |                         |
| Lekkoatletyka           | 1                       | 0                       | 1                       | 2                       |                         |
| Podnoszenie ciężarów    | 2                       | 1                       | 2                       | 5                       |                         |
| Szermierka              | 1                       | 2                       | 3                       | 6                       |                         |
| Wrotkarstwo szybkie     | 0                       | 1                       | 1                       | 2                       |                         |
| Zapasy                  | 1                       | 6                       | 2                       | 9                       |                         |
| Razem                   | 9                       | 15                      | 19                      | 43                      |                         |

| Medale według płci | Medale według płci | Medale według płci | Medale według płci | Medale według płci | Medale według płci |
| Płeć               | złoto              | srebro             | brąz               | Razem              |                    |
| ------------------ | ------------------ | ------------------ | ------------------ | ------------------ | ------------------ |
| Mężczyźni          | 6                  | 10                 | 11                 | 27                 |                    |
| Kobiety            | 3                  | 5                  | 8                  | 16                 |                    |
| Razem              | 9                  | 15                 | 19                 | 43                 |                    |